# Nadzieje, niepokoje
Nadzieje, niepokoje – album polskiego zespołu rockowego Exodus, nagrany w 1977 roku, a wydany dopiero w 2006 jako część boksu The Most Beautiful Dream – Anthology 1977–1985.
Materiał nagrano w warszawskim klubie Riviera-Remont, a także w domu Andrzeja Poniatowskiego, byłego perkusisty Klanu.

## Lista utworów
1. „Nadzieje, niepokoje” – 16:09 (muz. A. Puczyński, W. Komendarek – sł. A. Puczyński)
2. „Oda do nadziei” – 15:06 (muz. A. Puczyński, W. Komendarek – sł. A. Puczyński)
3. „Pieśń na drogę” – 4:54 (muz. i sł. A. Puczyński)
4. „Wspinaczka” – 4:31 (muz. A. Puczyński)
5. „Powiedz mi różo” – 6:55 (muz. A. Puczyński, W. Komendarek – sł. T. Śliwiak)
6. „Gonitwa myśli” – 13:07 (muz. Z. Fyk)
7. „Gonitwa myśli (live)” – 14:46 [bonus] nagranie z Rockin' Jamboree '80, Sala Kongresowa w Warszawie, październik 1980 roku

## Skład zespołu
- Paweł Birula – wokal, gitara dwunastostrunowa, gitara akustyczna
- Andrzej Puczyński – gitara, wokal wspierający
- Władysław Komendarek – instrumenty klawiszowe
- Wojciech Puczyński – gitara basowa
- Zbigniew Fyk – perkusja